# Dasymallomyia klapperichi
Dasymallomyia klapperichi är en tvåvingeart som beskrevs av Alexander 1955. Dasymallomyia klapperichi ingår i släktet Dasymallomyia och familjen småharkrankar. Inga underarter finns listade i Catalogue of Life.